# API web

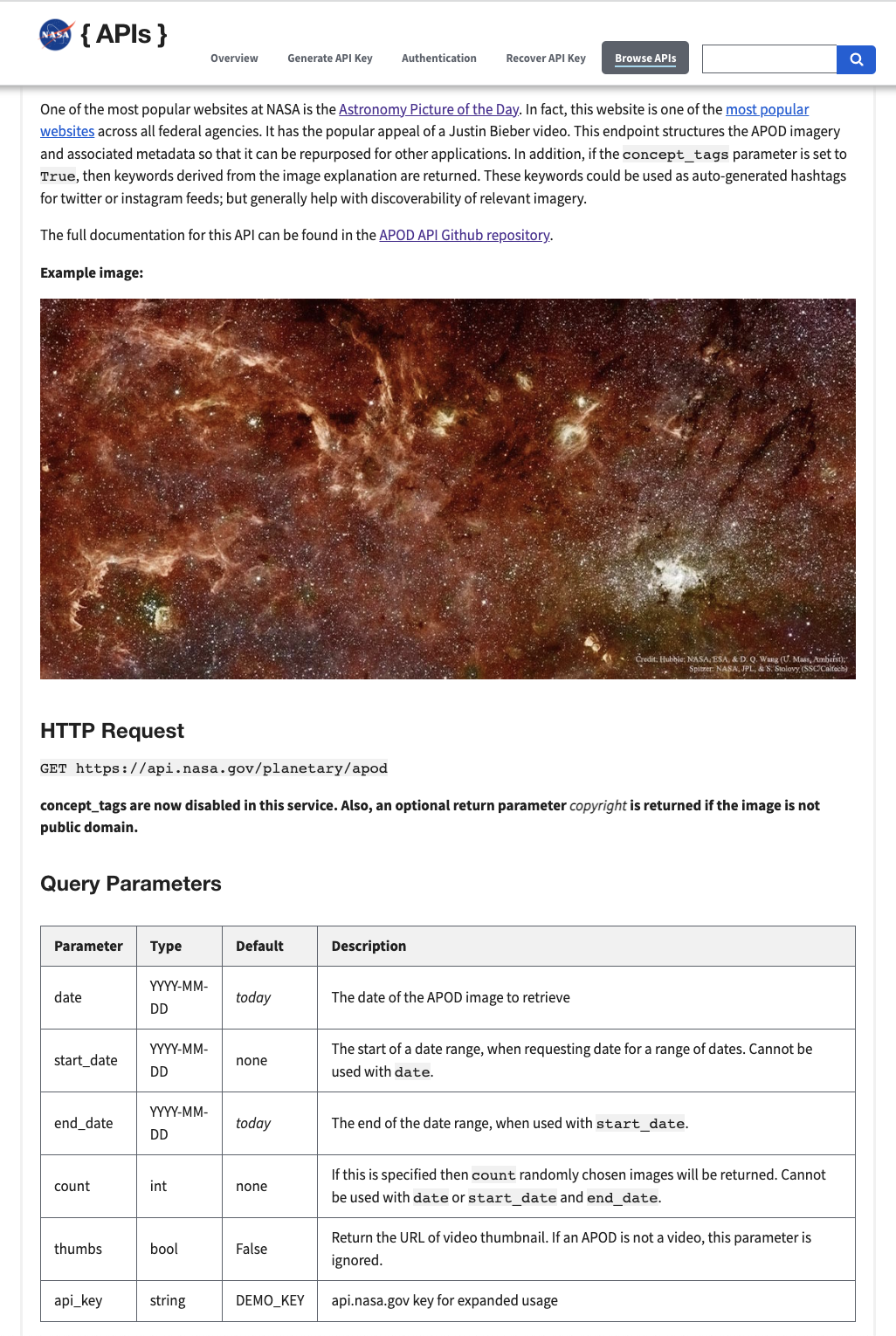
Captura de pantalla de la documentació de l'API web escrita per la NASA.

Una API web és una interfície de programació d'aplicacions (API) per a un servidor web o un navegador web. Com a concepte de desenvolupament web, pot estar relacionat amb el costat del client d'una aplicació web (incloent-hi qualsevol marc web que s'utilitzi). Una API web del costat del servidor consta d'un o més punts finals exposats públicament a un sistema de missatges de sol·licitud-resposta definit, normalment expressat en JSON o XML mitjançant un servidor web basat en HTTP. Una API de servidor (SAPI) no es considera una API web del costat del servidor, tret que sigui accessible públicament per una aplicació web remota.

## Client
Una API web del costat del client és una interfície programàtica per ampliar la funcionalitat dins d'un navegador web o un altre client HTTP. Originalment, aquests eren més habituals en forma d'extensions de navegador de connectors natius, però la majoria de les més noves es dirigeixen a enllaços de JavaScript estandarditzats.
La Fundació Mozilla va crear la seva especificació WebAPI que està dissenyada per ajudar a substituir les aplicacions mòbils natives per aplicacions HTML5.
Google va crear la seva arquitectura Native Client que està dissenyada per ajudar a substituir els connectors natius insegurs per extensions i aplicacions sandbox natives segures. També ho han fet portàtil utilitzant un compilador AOT LLVM modificat.

## Servidor
Una API web del costat del servidor consta d'un o més punts finals exposats públicament a un sistema de missatges de sol·licitud-resposta definit, normalment expressat en JSON o XML. L'API web s'exposa més habitualment mitjançant un servidor web basat en HTTP.
Els mashups són aplicacions web que combinen l'ús de múltiples API web del costat del servidor. Els webhooks són API web del costat del servidor que prenen l'entrada com a identificador de recursos uniforme (URI) que està dissenyat per utilitzar-se com una canalització amb nom remota o un tipus de crida callback de manera que el servidor actuï com a client per anul·lar la referència a l'URI proporcionat i desencadenar un esdeveniment en un altre servidor que gestiona aquest esdeveniment proporcionant així un tipus d'IPC peer-to-peer.